# Stojan Aralica
Stojan Aralica (en serbe cyrillique : Стојан Аралица ; né le 24 décembre 1883 à Škare près d'Otočac - mort le 4 février 1980 à Belgrade) était un peintre serbe. Son œuvre est marquée par le postimpressionnisme et par l'abstraction lyrique. Il a été membre de l'Académie serbe des sciences et des arts et membre de l'Académie croate des sciences et des arts.

## Biographie
Stojan Aralica est né près d'Otočac, en Croatie. Il étudia à Rome, Munich et Paris. Il vécut à Zagreb, où il dirigea une école privée de peinture de 1914 à 1920. Il vécut aussi à Paris, Stockholm et Belgrade, où il s'installa à partir de 1948. 
Il est enterré avec Danilo Kiš, Petar Lubarda et Matija Vuković dans l'Allée des citoyens méritants du Nouveau cimetière de Belgrade.

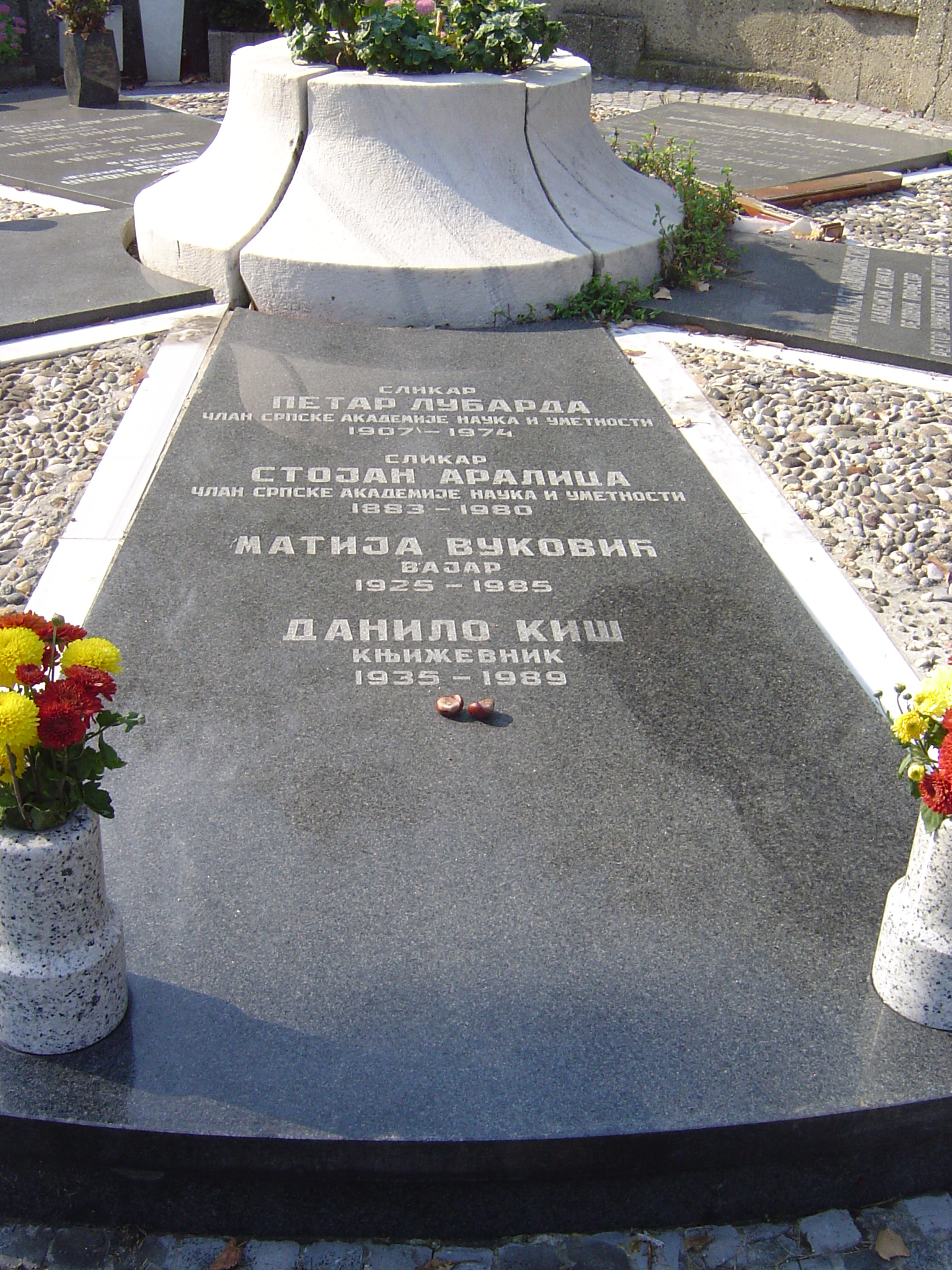
Tombe dans le Nouveau cimetière de Belgrade

Le Musée national de Belgrade et le Musée d'art contemporain de Belgrade conservent quelques-unes de ses compositions.

## Œuvres
Parmi les œuvres de Stojan Aralica, on peut citer Le jeune Garçon endormi, caractéristique de la période postimpressionniste ou encore le Portrait de Sava Kosanović (vers 1952).
- Verger, huile sur toile, 1929[3]
- Le Portail bleu, huile sur toile, 1930[4]
- Intérieur, huile sur toile, 1933[5]
- La Femme au chapeau de paille, huile sur toile, 1934[6]
- Fleurs dans un vase, huile sur toile, 1967